# (3534) Sax
(3534) Sax es un asteroide perteneciente al cinturón de asteroides, descubierto el 15 de diciembre de 1936 por Eugène Joseph Delporte desde el Real Observatorio de Bélgica, Uccle.

## Designación y nombre
Designado provisionalmente como 1936 XA. Fue nombrado Sax en honor al inventor del saxofón Adolphe Sax.